# Тоё
То́ё (яп. 東洋町 То:ё:-тё:) — посёлок в Японии, находящийся в уезде Аки префектуры Коти. Площадь посёлка составляет 74,10 км², население — 2627 человек (1 августа 2014), плотность населения — 35,45 чел./км².

## Географическое положение
Посёлок расположен на острове Сикоку в префектуре Коти региона Сикоку. С ним граничат город Мурото, посёлок Кайё и село Китагава.

## Население
Население посёлка составляет 2627 человек (1 августа 2014), а плотность — 35,45 чел./км². Изменение численности населения с 1980 по 2005 годы:
| 1980 | 4943 чел. |  |
| 1985 | 4708 чел. |  |
| 1990 | 4413 чел. |  |
| 1995 | 4068 чел. |  |
| 2000 | 3744 чел. |  |
| 2005 | 3386 чел. |  |